# Kerk van Vestervig
De Kerk van Vestervig (Deens: Vestervig Kirke) is een romaanse kerk in Vestervig in het uitsterste zuidwesten van het eiland Thy in Denemarken. Augustijner monniken bouwden er in de jaren 1140-1160 hun eerste kloosterkerk. Toen de kerk werd gebouwd bestond er ook een kroondomein. Bij Vestervig zou koning Knoet de Grote zijn vloot hebben verzameld voor zijn expeditie tegen Engeland.
De kerk is de grootste dorpskerk van Scandinavië, hetgeen te danken is aan de mogelijke status van kathedraal en de functie van kloosterkerk van de Abdij Vestervig. Tegelijkertijd diende het kerkgebouw als baken voor de zeevaart.
De huidige kerk was niet de eerste of enige kerk in Vestervig; een andere romaanse kerk was de Sint-Thøgerkerk.

## Reformatie
Met de intrede van de reformatie werd de abdij in 1536 opgeheven. De monniken moesten de abdij verlaten en werden gewone burgers of verlieten het land. Het klooster werd eigendom van de kroon en de eigendommen van het klooster werden verkocht dan wel weggegeven. Een brand verwoestte in 1703 het grootste deel van de abdij. Na de verwoesting van de Sint-Thøgerkerk in 1752 werd de abdijkerk de parochiekerk van Vestervig. De kerktoren heeft nog altijd twee klokken uit de kloostertijd. Eén klok werd in 1513 gegoten door Sven Andersen en de andere klok werd door een onbekend persoon gegoten uit de 15e eeuw.

## Architectuur

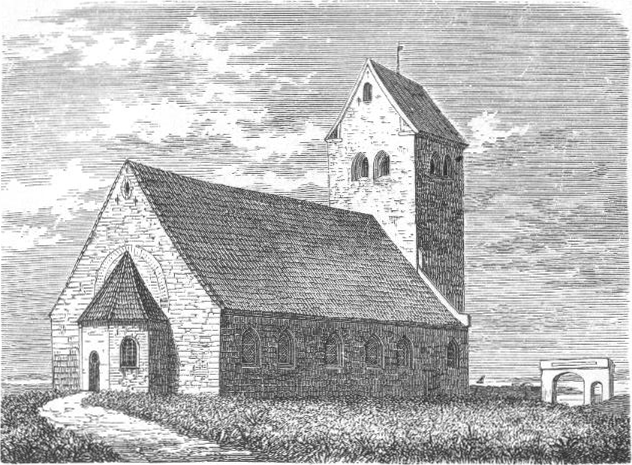
De kerk in 1897

De drieschepige kerk werd gebouwd als een romaanse basiliek. De westelijke toren werd in de gotische tijd toegevoegd. Het koor en de apsis zijn in de jaren 1917-1921 gereconstrueerd in de vormen waarvan men aanneemt dat ze die oorspronkelijk hadden. De oorspronkelijke dwarsschepen werden niet hersteld. In plaats daarvan werd het dak van het middenschip doorgetrokken over de zijbeuken. Op een van de buitenmuren is een reliëf te zien van twee personen en twee gedrochten, waarvan men verondersteld dat het duivels voorstellen.
Geen van de kerkportalen zijn nog oorspronkelijk; de hoofdingang is het westelijke portaal in de toren en daarnaast is er nog een tweede portaal in de zuidelijke muur. Boven de priestertoegang bevindt zich een reliëf, dat mogelijk een uit de Sint-Thøgerkerk afkomstig altaarstuk betreft.
Aan de zuidelijke kant bevindt zich een goed bewaarde zonnewijzer die in 1917 werd ontdekt. De monniken gebruikten de zonnewijzer voor het bepalen van de gebedstijden. Het cijferblad is verdeeld in dertien tijdsbestekken; gemarkeerd zijn de terts, sext en none.

## Interieur
- De kerk heeft een romaans doopvont van speksteen met een doopschaal uit 1575 van Zuid-Duitse herkomst waarop een afbeelding van de Annunciatie staat.
- De preekstoel werd in de jaren 1608-1610 gebouwd.
- Het laatbarokke altaar was oorspronkelijk bedoeld voor de domkerk van Viborg en heeft als centraal motief de kruisiging van Jezus.
- De kerk kent meerdere middeleeuwse grafstenen en epitafen.
- Er zijn diverse fresco's uit verschillende periodes, deels decoratief en deels figuratief, waaronder de heilige Veronica met zweetdoek en een doedelzakspelend varken.
- In de kerk staat een orgel van Marcussen & Søn uit het jaar 1978.

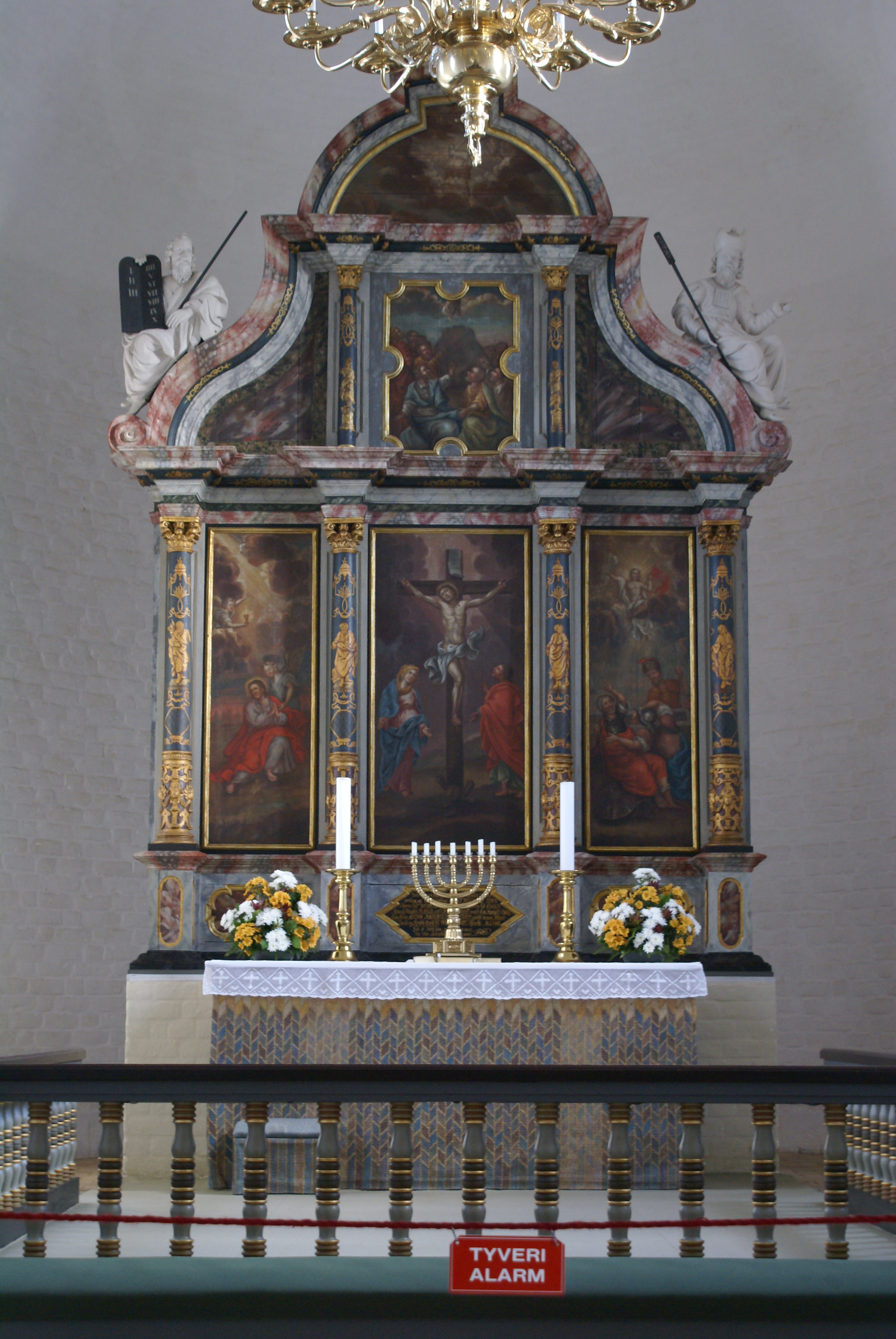
Altaar
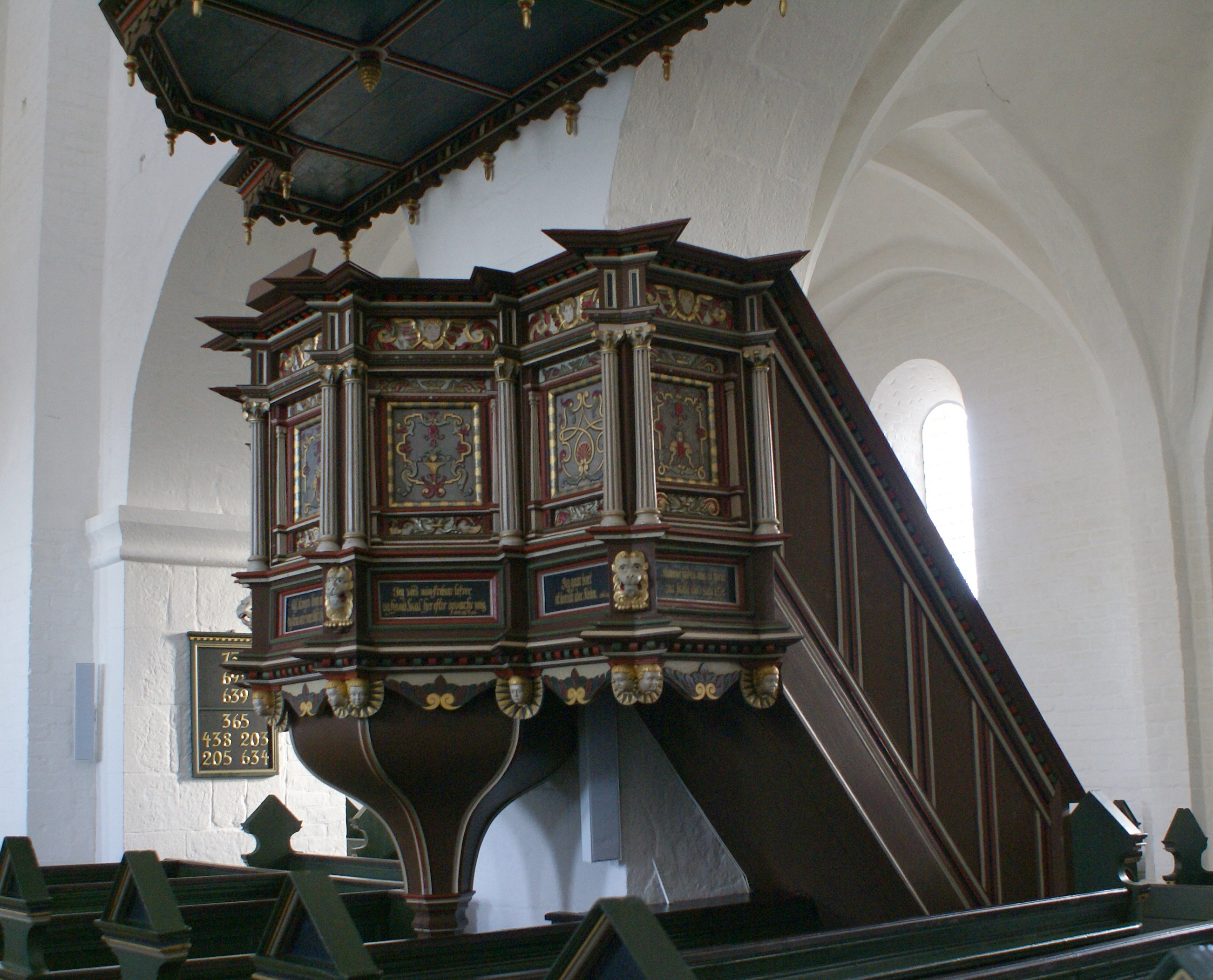
Preekstoel
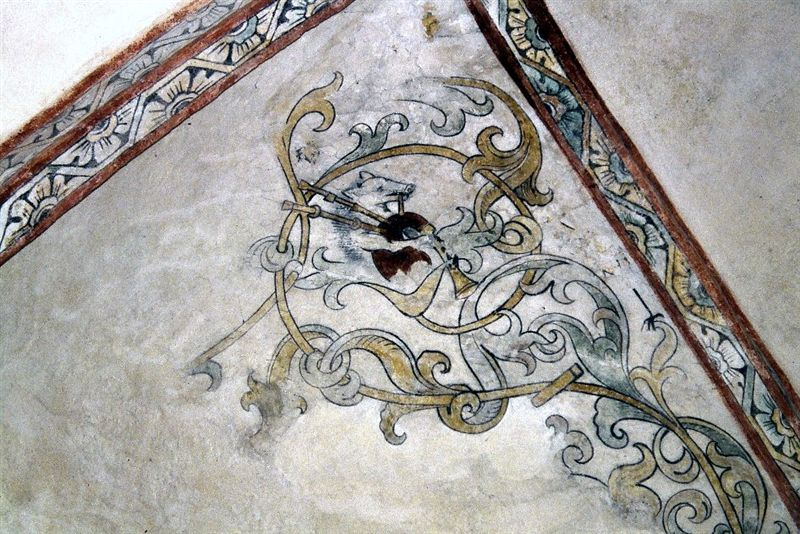
Fresco doedelspelend zwijn
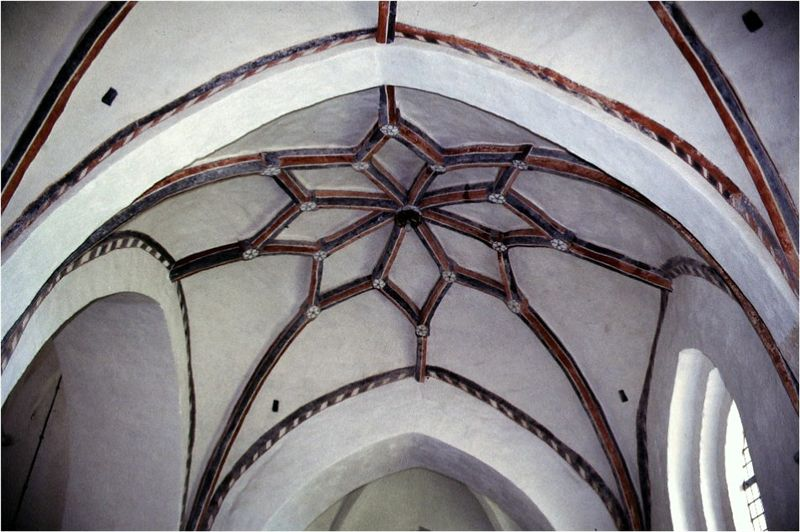
Stergewelf noordelijk zijschip
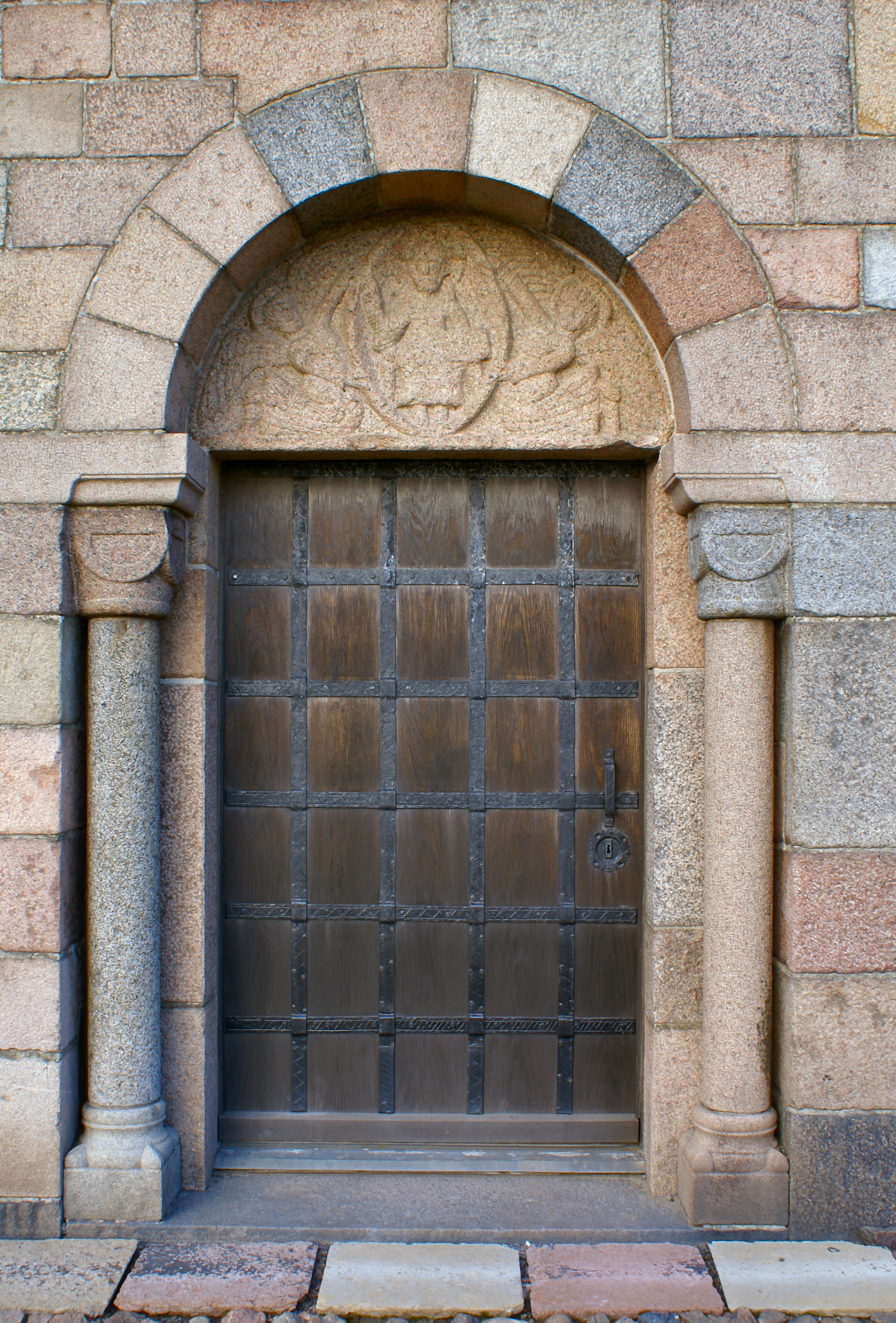
Zuidelijk portaal
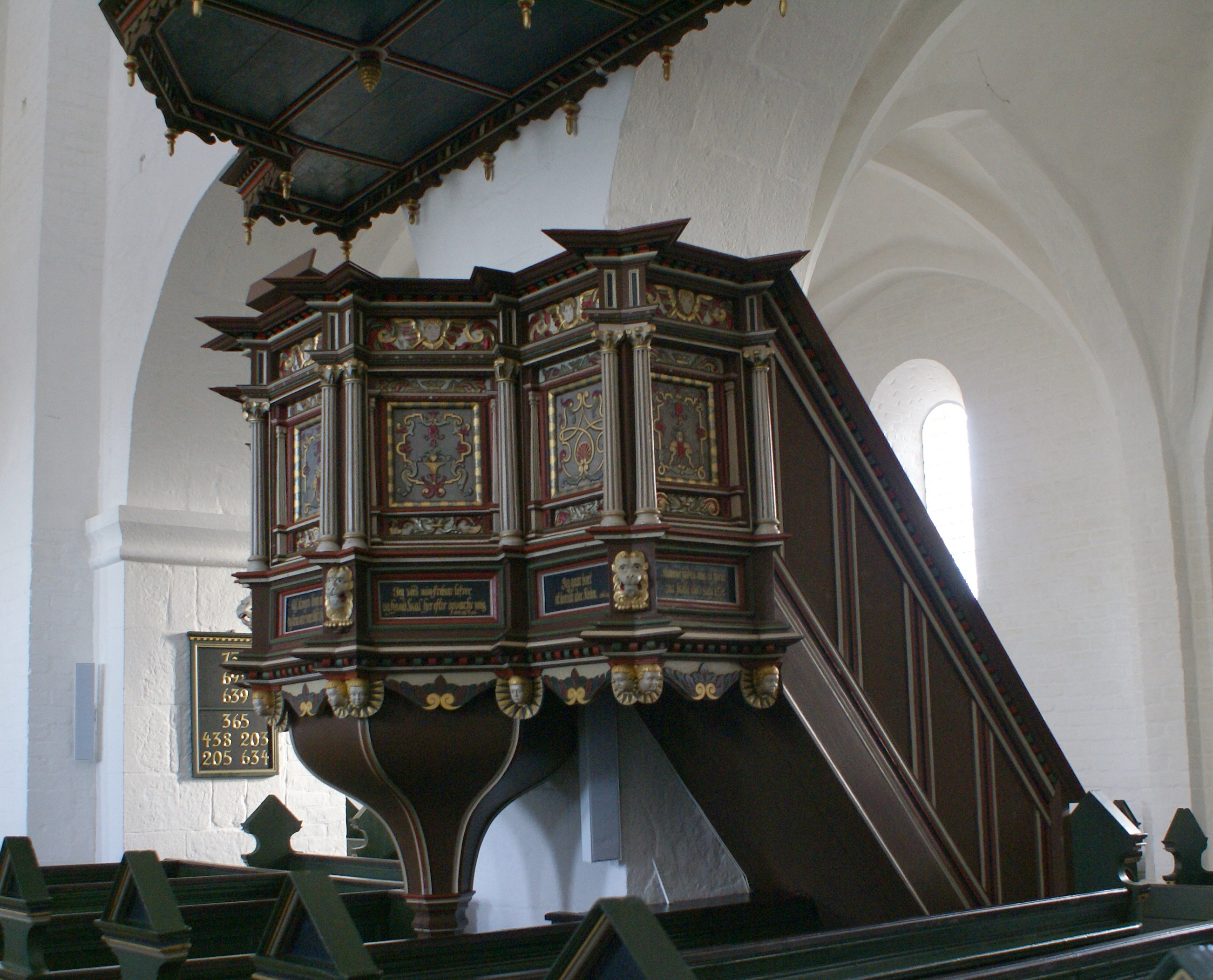
Westelijk portaal

## Het graf van Liden Kirsten en prins Buris

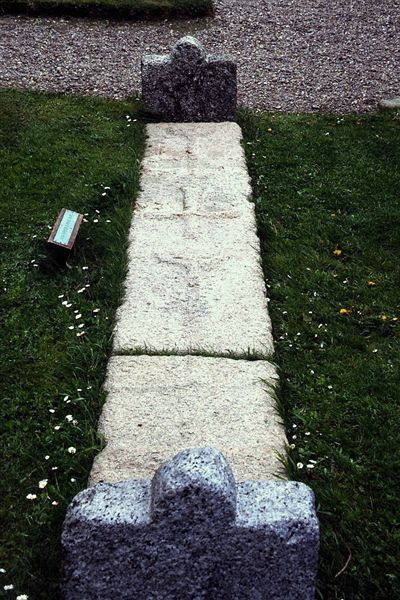
Dubbelgraf

Op het kerkhof bij de kerk bevindt zich een bijzonder graf met een 3,40 meter lange zerk met grafstenen aan beide einden. Men dateert het graf op crica 1200. Wetenschappelijk onderzoek in 1962 leidde tot de slotsom dat het een graf betreft van een man tussen 50 en 60 jaar en een vrouw van 35 tot 35 jaar. Er zijn geen aanwijzingen dat het om een koninklijk graf zou gaan. De lokale overlevering verbond het graf echter met een ongelukkig paar in een Deens volkslied, Liden Kirsten en prins Buris.

## Legende
De Deense koning Waldemar I wilde dat zijn zuster Liden Kirsten zou trouwen met een rijk en machtig persoon. Maar op aansporing van koningin Sophie werd Kirsten verliefd op de broer van de koningin, prins Buris. Dit was zeer tegen de zin van de koning en tijdens zijn afwezigheid werd Liden Kirsten zwanger van prins Buris. Toen de koning bij zijn terugkomst hiervan hoorde liet hij zijn zwangere zuster voor straf zo lang zingen en dansen tot de dood er op volgde. Kirsten werd begraven op het kerkhof bij de abdij en Buris werd in de gevangenis gegooid nadat hem de ogen werden uitgestoken. Na enkele jaren echter verdween de woede van de koning en liet hij Buris gevangenzetten in de toren op het kerkhof waar Kirsten begraven lag. De ijzeren ketting waaraan de arme Buris werd vastgeklonken, was net lang genoeg om het graf van zijn geliefde elke dag te bezoeken. Na de dood van de blinde Buris gaf de koning toestemming om hem naast zijn Kirsten te begraven.
Het is een goed gebruik om na de kerkelijke inzegening van een huwelijk het bruidsboeket op het graf van de pas in de dood verenigde geliefden neer te leggen.
De componist Johann Peter Emilius Hartmann (1805–1900) liet zich in meerdere werken door het thema inspireren, o.a. in de opera Liden Kirsten (1849), waarvan de libretto van Hans Christian Andersen stamt. De toneelschrijver Gunnar Iversen (* 1938) schreef Spillet om Liden Kirsten og prins Buris dat in 1992 bij de kerk werd opgevoerd.

## Omgeving
Ten noorden van de kerk werd een byhøj uit de ijzertijd blootgelegd. In de nabijheid van de kerk bevindt zich de Kloostermolen (Klostermølle) en de ruïne van een kerkgebouw, waarvan de stichting wordt toegeschreven aan Sint-Thøger (ook: Sint-Theodgar).